# Halaiidove, Monastîrîșce
Halaiidove (în ucraineană Халаїдове) este o comună în raionul Monastîrîșce, regiunea Cerkasî, Ucraina, formată numai din satul de reședință.

## Demografie
Componența lingvistică a comunei Halaiidove
     Ucraineană (97,75%)
     Rusă (1,58%)
     Alte limbi (0,68%)
Conform recensământului din 2001, majoritatea populației comunei Halaiidove era vorbitoare de ucraineană (97,75%), existând în minoritate și vorbitori de rusă (1,58%).